# Mathijs ten Wolde
Mathijs H. ten Wolde (Coevorden, 1963) is een Nederlandse hoogleraar privaatrecht, in het bijzonder goederenrecht en internationaal privaatrecht aan de Rijksuniversiteit Groningen.
Hij promoveerde op het proefschrift met de titel Internationaal en interregionaal erfrecht in het Koninkrijk der Nederlanden. Hij was eerst werkzaam als docent Nederlands-Antilliaans en Arubaans internationaal privaatrecht aan de Universiteit van de Nederlandse Antillen.
Aan de Rijksuniversiteit te Groningen is hij verbonden als hoofddocent internationaal privaatrecht. In 1999 werd hij benoemd tot hoogleraar.